# Christoph A. Kern
Christoph Alexander Kern (* 1975) ist ein deutscher Jurist und Hochschullehrer an der Ruprecht-Karls-Universität Heidelberg.

## Leben
Kern studierte nach seinem Abitur 1995 am Otto-Hahn-Gymnasium Nagold von 1996 Rechtswissenschaft zunächst an der Universität Göttingen. 1998/99 studierte er an der Universität Genf als Stipendiat des DAAD. 1999 kehrte er nach Deutschland zurück und vollendete sein Studium an der Universität Freiburg mit dem Erwerb des Ersten Staatsexamens. Anschließend arbeitete er als wissenschaftlicher Mitarbeiter unter Rolf Stürner, wo er 2004 noch während seines Referendariats am Landgericht Freiburg auch promoviert wurde. Die Dissertation wurde mit dem Dr.-Georg-Büchner-Preis und dem Carl-von-Rotteck-Preis ausgezeichnet. Nach dem Erwerb des Zweiten Staatsexamens 2005 widmete Kern sich einem LL.M.-Studium an der Harvard Law School, das er 2006 als Master of Laws abschloss. Danach war abermals am Lehrstuhl von Rolf Stürner beschäftigt, wo er sich mit seiner Habilitation befasste. 2011 erwarb er die Lehrbefugnis für die Gebiete Bürgerliches Recht, Zivilprozessrecht, Internationales Privatrecht und Rechtsvergleichung sowie Handels- und Gesellschaftsrecht.
Seine erste Anstellung als Hochschullehrer hatte Kern von 2011 bis 2012 als Lehrstuhlvertreter an der Universität Mainz inne; im Sommersemester 2012 vertrat er einen Lehrstuhl an der Universität Heidelberg. 2012 nahm er einen Ruf an die EBS Universität für Wirtschaft und Recht in Wiesbaden an, wechselte aber bereits 2013 an die Universität Lausanne auf den dortigen Lehrstuhl für deutsches Recht. Die Schweiz verließ er 2014 zugunsten der Universität Heidelberg, wo er seitdem den Lehrstuhl für Bürgerliches Recht und Prozessrecht am Institut für ausländisches und internationales Privat- und Wirtschaftsrecht innehat, von dem er einer der Mitdirektoren ist.
Kerns Forschungsschwerpunkte liegen insbesondere im bürgerlichen Recht, im nationalen und internationalen Zivilprozessrecht, im Insolvenzrecht, im internationalen Privatrecht sowie dem Recht der Finanzprodukte.

## Werke (Auswahl)
- Die Sicherheit gedeckter Wertpapiere. Mohr Siebeck, Tübingen 2004, ISBN 978-3-16-148509-1. (Dissertation)
- Rolf Stürner & Christoph A. Kern: Deutsche Hypothekenpfandbriefe und U.S.-amerikanische Deckungswerte. Verband deutscher Pfandbriefbanken, Berlin 2007, ISBN 978-3-9811273-8-6.
- Typizität als Strukturprinzip des Privatrechts. Ein Beitrag zur Standardisierung übertragbarer Güter. Mohr Siebeck, Tübingen 2013, ISBN 978-3-16-151724-2. (Habilitationsschrift)